# Таганская улица (Москва)
Тага́нская у́лица — улица в центре Москвы в Таганском районе между Таганской площадью и площадью Абельмановская Застава.

## История

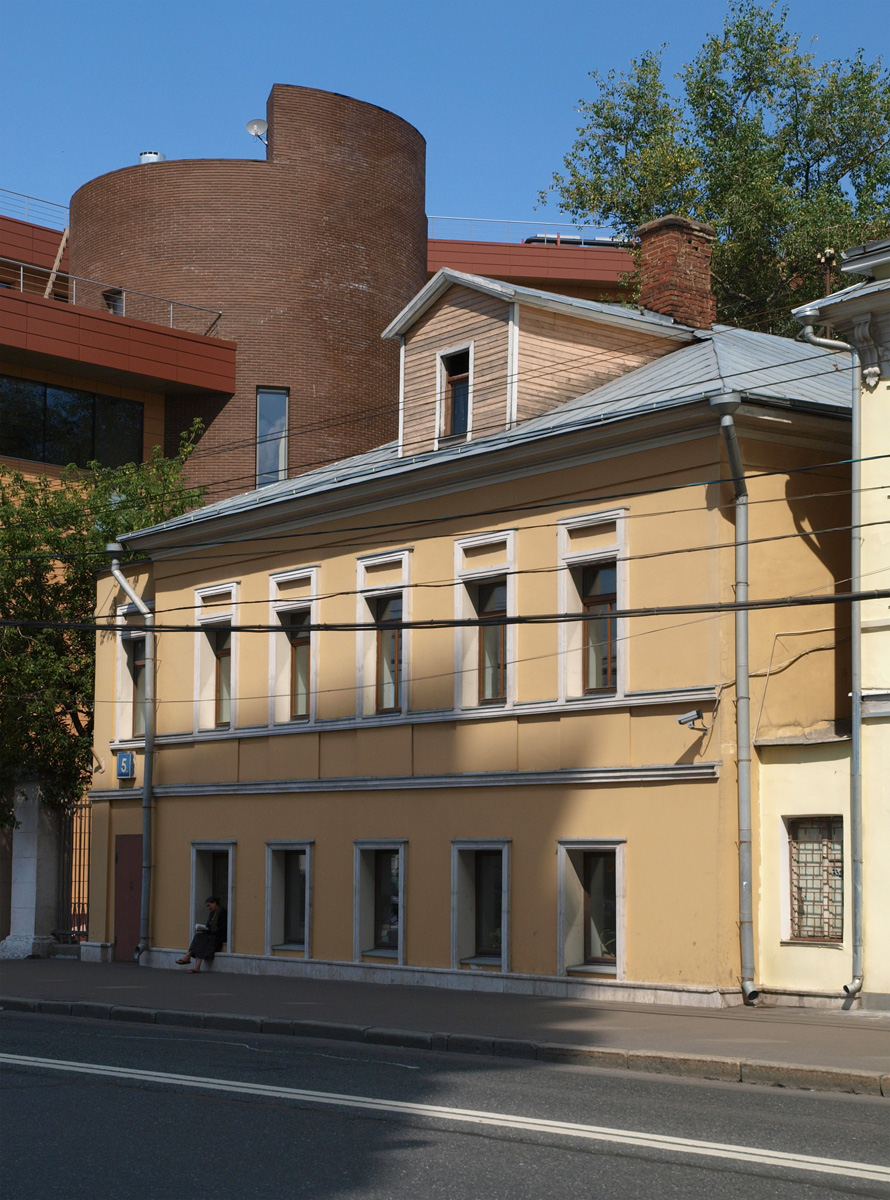
Таганская, 5 стр. 1.

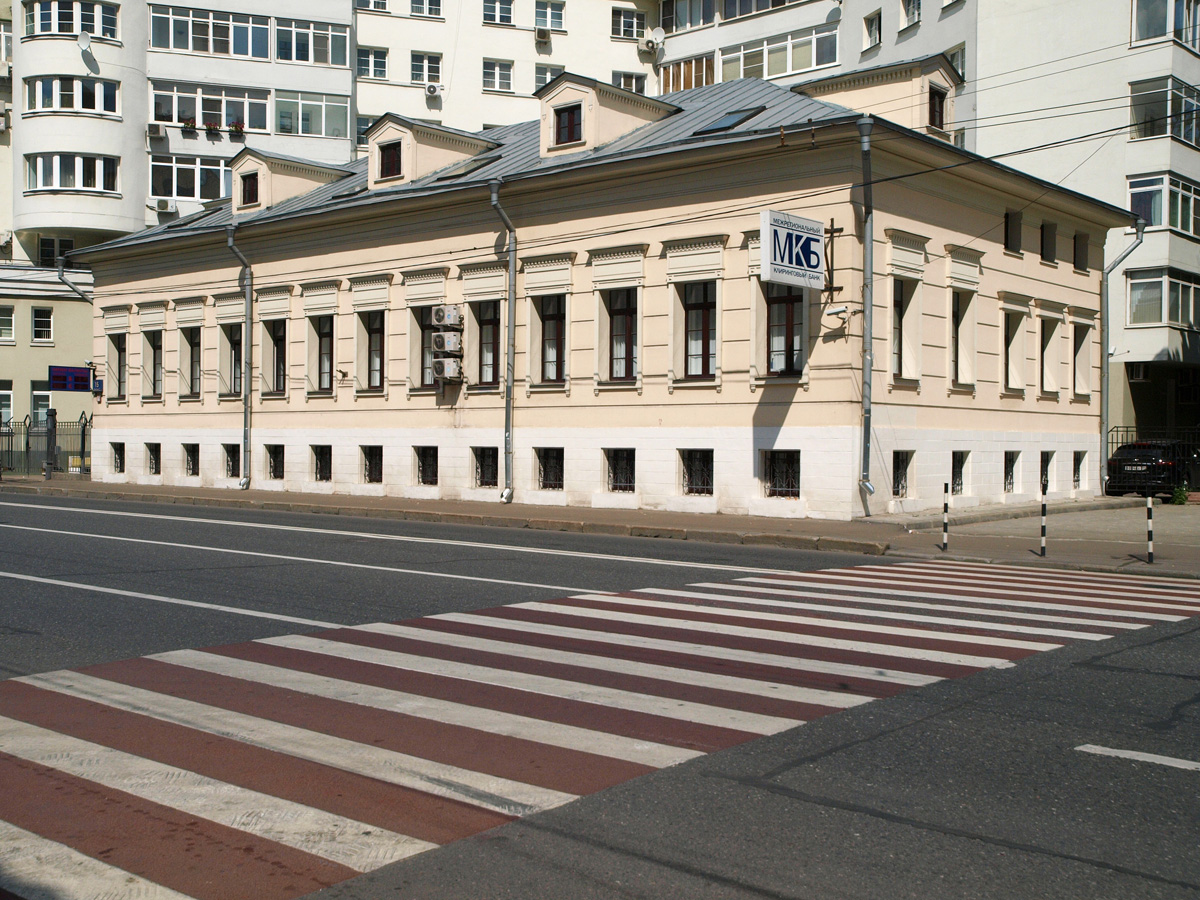
Таганская, 15, стр. 1.

Улица возникла как дорога из Москвы через Таганские ворота Земляного города и первоначально называлась Таганка, что исторически связано с Таганским холмом и более поздними названиями Таганной слободы и Таганских ворот. В XVII веке появляется название Семёновская улица. Эти два названия длительное время конкурировали: на плане 1739 года — Таганка, Семёновка тож; на плане 1858 года — улица Таганка и её продолжение Семёновская; на плане 1915 года вся улица надписана как Семёновская. В 1918 году её переименовывают в Советскую, а в 1922 году в Таганскую. Название Семёновская улица возникло в XVII веке в связи с переселением сюда части жителей Семёновской слободы, находившейся на реке Яузе. Название Советская улица — характерный для того времени идеологический штамп, замененный в 1922 году на историческое название исключительно по необходимости устранить одноименность.

## Описание
Таганская улица отходит от одноимённой площади на Садовом кольце, проходит на юго-восток, справа к ней примыкает Товарищеский переулок, слева — переулок Маяковского и Марксистский. Перед площадью Абельмановская Застава на неё выходит Большая Андроньевская улица. За Камер-Коллежским валом Таганская улица продолжается как Нижегородская.

## Здания и сооружения

### По нечётной стороне
№ 5, стр. 2, палаты Гребенщиковых
Палаты появились на рубеже XVII — XVIII веков. В 1724 году А. К. Гребенщиковым здесь была основана фабрика по производству курительных трубок и изделий из керамики, в том числе посуды и статуэток.
№ 7, главный дом городской усадьбы
. Каменное, прямоугольное в плане, с подвалом и мансардой здание XVIII — начала XIX века ранее числилось по адресу улица Семёновская, дом 15. Первоначальное строение состояло из двух одноэтажных, не связанных между собой объёмов предположительно XVIII века, которые в 1825 году были надстроены и объединены; для въезда была предусмотрена проездная арка. Одним из первых владельцев дома был московский купец первой гильдии Шлом Мелихов Белинский.
В 1976 году дом был частично отснят исследователем и архитектором Р. Б. Котельниковым (его архив, включая исследования по этому дому, находится в Музее архитектуры имени Щусева). Интерьеры полностью утрачены.
№ 13, особняк начала XIX века
История дома прослеживается с середины XVII века. С 1725 года усадьба принадлежала двум братьям — купцам Земсковым, владельцам полотняной и шелковой фабрик. В 1778 году хозяином дома был рязанский купец и фабрикант Герасим Андреевич Ипатьев. В 1780 году дом приобрёл генерал-майор Николай Аршеневский, служивший губернатором Смоленска и Астрахани. При нём фасад украшал герб его старинного, служившего царям со времен Алексея Михайловича, рода — с изображением на щите крепостной башни и льва с саблей.
В начале XIX века в здании после образования начало работать первое в Москве высшее экономическое учебное заведение — Коммерческое училище (в 1806 году переведено в дом на Остоженке (№ 38), выкупленный у Петра Еропкина).
В 1812 году особняк перешёл купцу Кузьме Сычкову, восстановившему его после московского пожара 1812 года — именно в таком виде дом сохранился до нашего времени. В 1874 году владельцем был почетный потомственный гражданин Москвы Михаил Васильевич Аллилуев, в 1887 году — московский купец Павел Иванович Черняев, в 1897 году мещанка, крупная московская домовладелица Пелагея Потаповна Кокушкина-Медынская. В советское время в здании размещалась типография «Восход», которая довела его до заброшенного состояния. Затем, благодаря совместным усилиям Главного управления охраны памятников и реставрационной фирме «Смирвальд», здание усадьбы было восстановлено. В 1999 году здесь открылись ресторан и Музей мебели, в восьми комнатах которого представлены гарнитуры и отдельные отреставрированные находки XVII—XIX веков. В 2013 году музей переехал в Московскую область.
№ 15, новодел
Утраченное историческое здание было построено в 1823 году купцом Мушниковым, перестраивалось в 1846, 1865 и 1895 годах, горело в 1852 и 1890 годах. В начале XXI века дом подвергся т. н. «лужковской» реставрации: он был подожжён, а затем отстроен заново, без сохранения первоначальных пропорций.

Дом описан в романе Бориса Акунина «Алтын-толобас» (по сюжету, в его подвале упрятана часть «либереи» Ивана Грозного): 
Неизвестно, кто именно из Мушниковых построил дом, но вообще-то Мушниковы — довольно известная в прошлом веке семья хлыстов, которые, должно быть, устраивали в доме молитвенные собрания и бдения. Число тринадцать у одного из хлыстовских течений имело особый, сакральный смысл, чем, очевидно, объясняется и диковинное количество окон <…> дом бревенчатого строения поверх белокаменного фундамента, единственно уцелевшего от бывшей на том месте ранее деревянной же дубовой постройки — колдуновского дома, что сгорел при пожаре 1812 года.
№ 17—23, офисное здание
Построено в 1994—1996 годах по проекту архитекторов С. Ткаченко, О. Дубровского, И. Долинское, Н. Шабельникова и др.

### По чётной стороне
№ 24, стр. 1, усадебный дом с оградой
, главный дом городской усадьбы Г. И. Крюкова — Стариковых — Н. Ф. Ильина (2-я половина XVIII века; XIX век, архитектор В. Я. Яковлев). Необычно вытянутое здание, окружённое каменной оградой с пилонами, сохранилось со времен старой каменной Москвы, когда при оформлении городских сооружений пользовалась популярностью резьба из камня.
Особняк принадлежал известным в Москве личностям: Г. И. Крюкову, семье Стариковых, затем Н. Ф. Ильину. В XXI веке здание занимают различные коммерческие организации.
№ 38, стр. 1
Историческое здание XIX века было полностью снесено в начале августа 2014 года несмотря на протесты градозащитников.

## Общественный транспорт
- Станция метро «Марксистская» — в начале улицы, станции метро «Таганская» (кольцевая) и «Таганская» (радиальная) - ближе к началу улицы.